# دریاچه آیگیر (ترابزون)
دریاچه آیگیر (ترکی استانبولی: Aygır Gölü) یک دریاچه آب شیرین در استان ترابزون کشور ترکیه است.